# 公叔文子
公叔文子（？—？），即公叔发（公孙发），又名公叔拔，中国春秋时期卫国的卿。卫献公之孙，成子当之子。前544年，吴国的季札访问中原各国，见到蘧瑗、史狗、史鳅，公子荆、公叔发、公子朝，说“卫多君子，未有患也。”前504年，鲁定公攻打郑国，回国时阳虎让鲁定公、季桓子、孟懿子直接从卫国的南门进，东门出。卫灵公大怒，派弥子瑕追击，公叔文子劝阻。公叔文子家资富有，卫灵公非常贪婪，想把公叔家的财物据为己有。前497年，公叔文子去世后，其子公叔戌被卫灵公驱逐到鲁国。